# Речной (Омская область)
Речной — посёлок в Омском районе Омской области России. Входит в состав Ачаирского сельского поселения.

## География
Населённый пункт находится на юге центральной части Омской области, в лесостепной зоне, в пределах Барабинской низменности, на правом берегу Иртыша, на расстоянии примерно 40 километров (по прямой) к юго-юго-востоку (SSE) от посёлка Ростовка, административного центра района. К югу от посёлка проходит федеральная автотрасса А320. Абсолютная высота — 84 метра над уровнем моря.

### Часовой пояс
Посёлок Речной, как и вся Омская область, находится в часовой зоне МСК+3. Смещение применяемого времени относительно UTC составляет +6:00.

## Население
| 2006 | 2010 |
| ---- | ---- |
| 1093 | ↘837 |

Гендерный состав
По данным Всероссийской переписи населения 2010 года в гендерной структуре населения мужчины составляли 44,2 %, женщины — соответственно 55,8 %.
Национальный состав
Согласно результатам переписи 2002 года, в национальной структуре населения русские составляли 86 % из 930 чел.

## Улицы
Уличная сеть посёлка состоит из 21 улицы и 2 переулков.